# گرمابه شهرآباد
گرمابه شهر آباد مربوط به دوره قاجار است و در شهرستان آبیک، روستای شهر آباد واقع شده و این اثر در تاریخ ۱۹ مرداد ۱۳۸۴ با شمارهٔ ثبت ۱۲۸۸۷ به‌عنوان یکی از آثار ملی ایران به ثبت رسیده است.